# ويكي وكس
ويكي ويكس Wikiwix هو محرك بحث متعدد اللغات، مخصص للبحث في مقالات ويكيبيديا. الموقع لا يمكن اعتباره كموقع ويكي.
يقدم الموقع خدمات بحث في مقالات ويكيبيديا والمشاريع الشقيقة لها، بالإضافة إلى بحث في الصور، وأيضاً بحث في الخرائط أو الأطلس كما يسميها الموقع.

## وصلات خارجية
- موقع ويكي ويكس